# Liga Paulista de Futsal de 2016
A Liga Paulista de Futsal de 2016 foi a 60ª edição da principal competição da modalidade no estado, sua organização foi de competência da Liga Paulista de Futsal. O Corinthians conquistou seu décimo primeiro título da competição.

## Premiação
| Campeão da Liga Paulista de Futsal de 2016 |
| ------------------------------------------ |
| Corinthians (11º título)                   |